# Toccara
Toccara ist ein weiblicher Vorname.

## Herkunft und Bedeutung
Toccara ist ursprünglich der Name eines Parfüms, das von Avon in den Vereinigten Staaten von Amerika von 1981 an für einige Jahre verkauft wurde. Der Name Toccara war in den Jahren von 1981 bis 1983 in den US-amerikanischen TOP-1000 der Mädchennamen zu finden.

## Namensträgerinnen
- Toccara Montgomery (* 1982), US-amerikanische Ringerin